# 彭江路
彭江路是中華人民共和國上海市靜安區一條東西走向道路，西起大寧德必易園，東至平型關路以東，全長1004米。中華民国13年（1924年），當局修建联义路，起訖點分別為粤秀路和联义山庄，后道路延長至彭浦镇。由於延長後的道路起訖點分別位於彭浦镇和江湾，所以道路更名為彭江路。